# Brugijski Mistrz Legendy św. Urszuli
Brugijski Mistrz Legendy św. Urszuli (ur. 1436, zm. 1505 w Brugii) – flamandzki malarz działający w Brugii latach 1470–1500.

## Życie i działalność artystyczna
Po raz pierwszy został wyodrębniony spośród brugijskich malarzy w 1903 roku przez niemieckiego historyka sztuki Maxa Friedländera. Jego przydomek pochodzi od poliptyku zawierającego dziesięć scen przedstawiających życie i śmierć św. Urszuli. Tablice zostały wykonane dla klasztoru czarnych sióstr w Brugii, prawdopodobnie przed 1483. Na takie datowanie ma wskazywać dzwonnica kościoła Notre-Dame namalowana bez jej ośmiobocznej nadbudowy powstałej w latach 1482–1486, a której etap budowy jest udokumentowany. Według Holenderskiego Instytutu Historii Sztuki, Brugijski Mistrz Legendy św. Urszuli może być identyfikowany z Pieterem Casenbrootem, który w 1460 roku został przyjęty do brugijskiej gildii wytwórców siodeł i rzeźbiarzy.
Styl mistrza nawiązuje do prac Rogiera van der Weydena oraz Hansa Memlinga. Wiele jego dzieł we wcześniejszych latach przypisywano Hugonowi van der Goesowi. Brugijskiego Mistrza Legendy św. Urszuli nie należy mylić z Mistrzem Cyklu św. Urszuli z Kolonii.

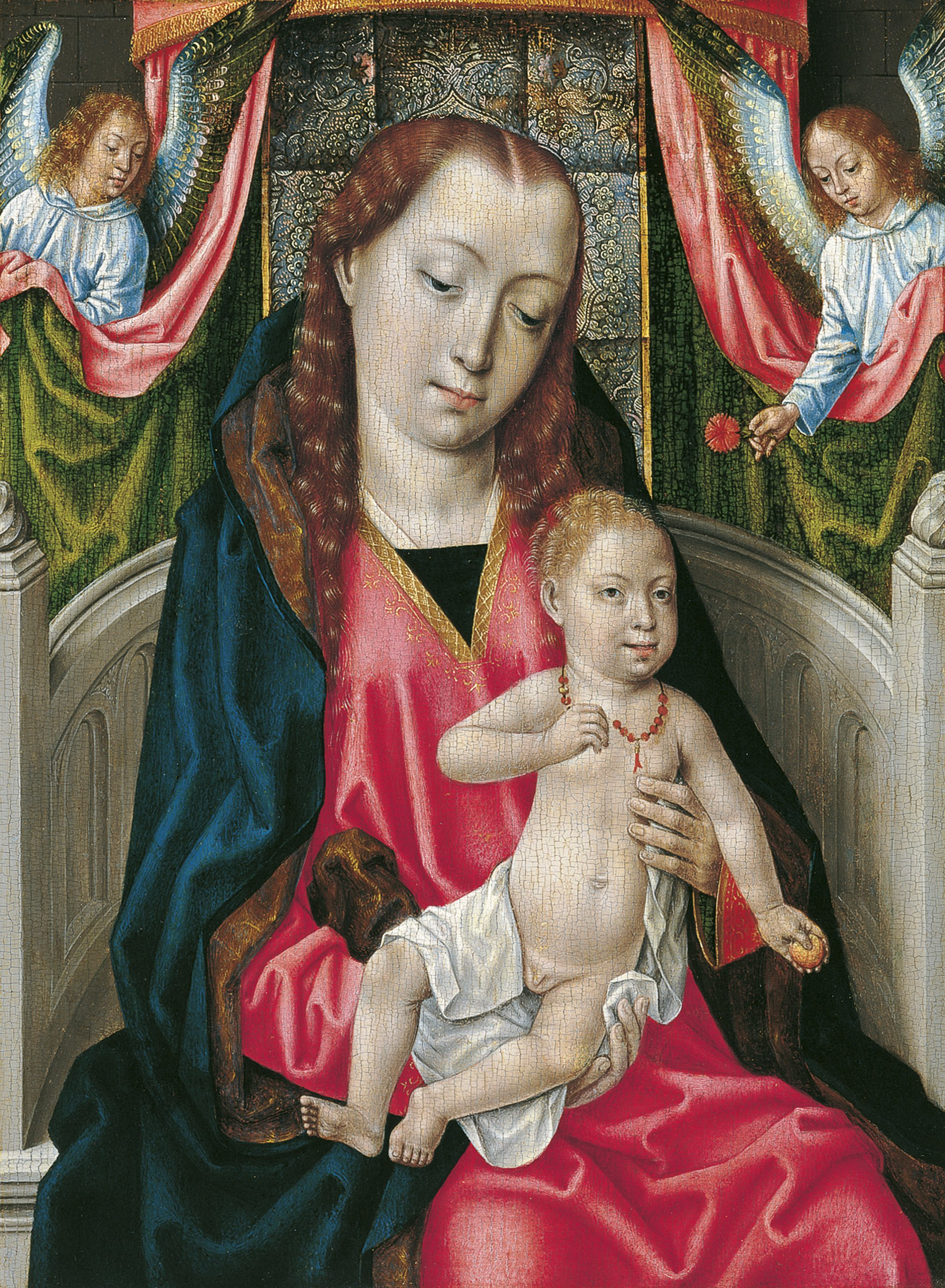
Madonna Tronująca z Dzieciątkiem i dwoma aniołami